# 上海特别市临时市政府

1927年3月27日，上海特别市临时市政府委员开会时合影。前排右起：汪寿华、杨铨、王晓籁、罗亦农、王景云、何洛；后排右起：王汉良、丁晓先、郑毓秀（女）、顾顺章、侯绍裘、林钧

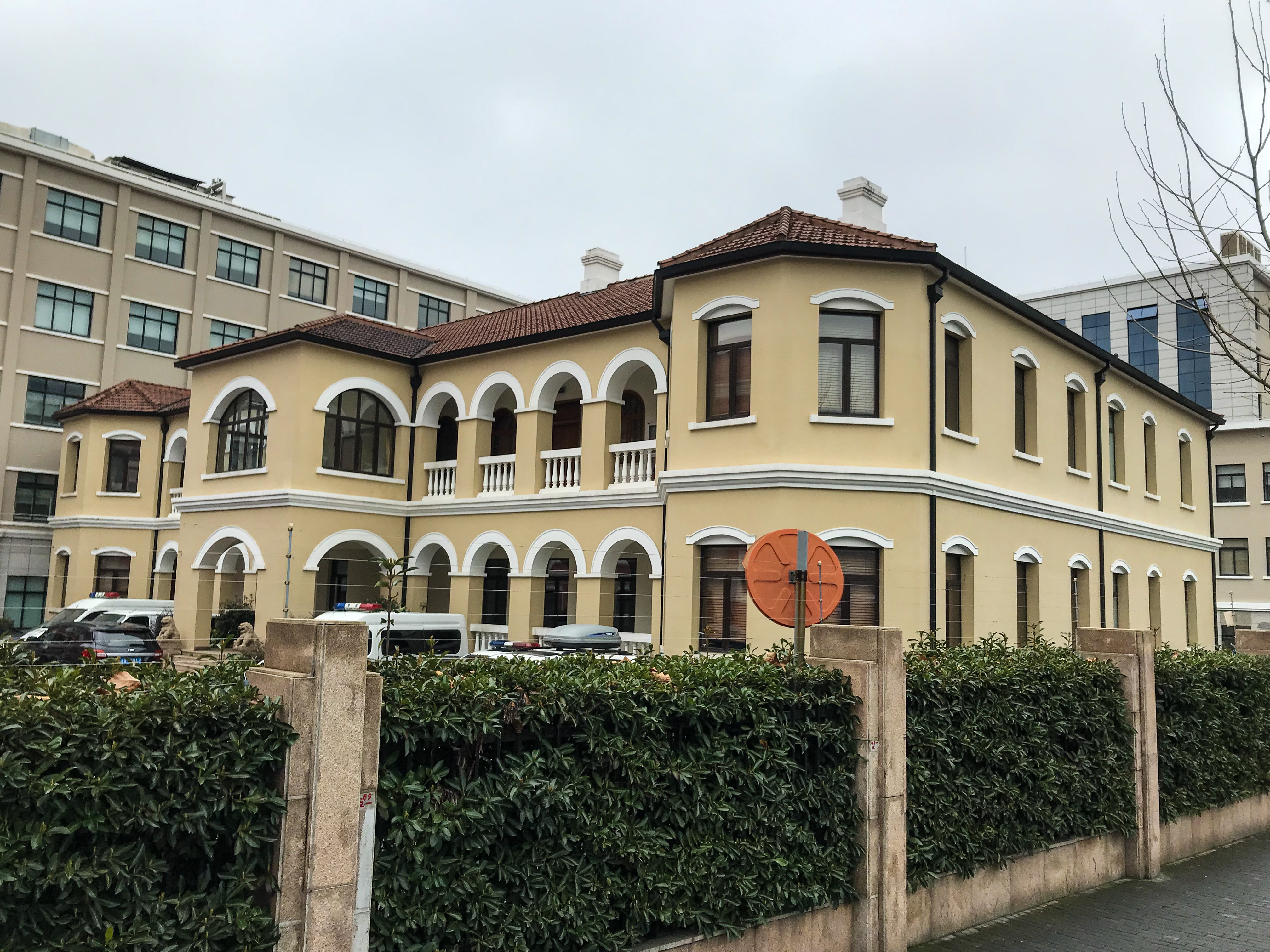
黄浦区文物保护单位——上海特别市临时政府旧址 蓬莱路171号

上海特别市临时市政府是武汉国民政府成立后上海市的最高行政机关，其筹备工作可回溯至1926年12月6日為反對孫傳芳而成立的上海特别市政府市民公会。1927年3月22日，上海第三次工人武装起义胜利，来自1000多个社会团体的4000余名代表，召开上海市民代表大会，由商界王晓籁、虞洽卿、陈光甫等，国民党白崇禧、钮永建等，共产党罗亦农、汪寿华等，学运领袖林钧，学者杨杏佛等，共十九人组成上海特别市临时市政府，其中中国共产党党员9人，工人代表1人，国民党左派、右派及资产阶级代表共9人。民国16年3月23日，选举产生的临时市政府委员开始办公，次日，获武汉国民政府批复，3月29日进行就职典礼，但在四一二事变后，临时市政府实际已停止运行，4月14日，中国国民党上海临时政治委员会接收上海市管辖权，直至上海特别市政府成立。

## 主要领导

### 第一次市民代表会议执行委员
罗亦农、汪寿华等31人。

### 第二次市民代表大会

#### 第二次市民代表大会主席团
王晓籁、汪寿华、林钧3人组成主席团。

#### 上海特别市临时市政府委员
钮永建（4月2日免）、陈光甫（4月2日免）、白崇禧、罗亦农（共产党员）、虞洽卿、王晓籁、谢福生、王景云、杨杏佛、汪寿华（共产党员）、郑毓秀、林钧（共产党员）、侯绍裘（共产党员）、王汉良、李震瀛、丁晓先、顾顺章（共产党员）、何洛、陆文韶。其中中国共产党党员9人，工人代表1人，国民党左派、右派及资产阶级代表共9人。